# Ekebergia pumila
Ekebergia pumila là một loài thực vật có hoa trong họ Meliaceae. Loài này được I.M.Johnst. mô tả khoa học đầu tiên năm 1925.